# Garfield ve filmu (film, 2004)
Garfield ve filmu (v anglickém originále Garfield: The Movie) je americká filmová komedie z roku 2004 režiséra Petera Hewitta, natočená na motivy komiksových stripů o Garfieldovi od Jima Davise. Scénář napsali Joel Cohen a Alec Sokolow. V hlavních rolích se představili Breckin Meyer coby Jon Arbuckle, Jennifer Love Hewittová, která ztvárnila doktorku Liz Wilsonovou, Bill Murray, jenž namluvil počítačově animovaného kocoura Garfielda.
Snímek byl produkován společnostmi 20th Century Fox a Davis Entertainment Company, distribuovala jej první z nich. Ve Spojených státech amerických byl film do kin uveden 11. června 2004. Ačkoliv od kritiků získal negativní ohlasy, stal se komerčním úspěchem. V roce 2006 by natočen sequel Garfield 2.

## Obsazení
- Breckin Meyer jako Jon Arbuckle
- Jennifer Love Hewitt jako doktorka Liz Wilsonová
- Bill Murray (hlas) jako Garfield
- Stephen Tobolowsky jako Happy Chapman
- Evan Arnold jako Wendell
- Mark Christopher Lawrence jako Christopher Mello
- Eve Brent jako paní Bakerová
- Juliette Goglia jako malá dívka